# Владимир-Волынский исторический музей
Владимир-Волынский исторический музей — музей во Владимире (Украина), одно из старейших собраний коллекций древностей Волынского края.

## История
История музея восходит к 1887 году, когда представители интеллигенции и любители старины организовали в городе «Древнехранилище» — прообраз современного музея. В начале XX века эта коллекция уже насчитывала сотни ценных экспонатов: рукописи, старопечатные книги (в том числе Евангелия XVI в.), иконы, монеты. Возглавлял музей краевед-энтузиаст, дворянин Е. Н. Дверницкий (1838—1906), председатель Братства Св. Владимира. Немало экспонатов «Древнехранилища» во время Первой мировой войны было передано в харьковские музеи. В междувоенный период исторический музей находился в помещениях бывшего доминиканского монастыря — памятника архитектуры XV—XVIII веков.

## Фонды
В музее хранится свыше 18000 экспонатов основного фонда: археология, нумизматика, иконопись, декоративно-прикладное искусство, этнография; письменные документы, старопечатные книги, фотоматериалы.

## Экспозиция
Постоянно проводятся экскурсии по музейной экспозиции, охватывающей период истории Владимирщины от древнейших времен до XX века, а также экскурсии по архитектурным и археологическим достопримечательностям г. Владимира и района.

## Музей сегодня
Научные сотрудники музея изучают историю Волынского края, участвуют во многих научно-краеведческих конференциях, археологических и этнографических экспедициях, ведут просветительскую работу с учащимися местных школ и студентами. В стенах музея регулярно проходят тематические выставки, а также персональные выставки художников.

## Участие в проектах
Владимир-Волынский исторический музей — участник международного проекта Via Regia («Королевскими дорогами Европы»). Музей сотрудничает с Волынским и Ривненским краеведческими музеями, Львовской библиотекой НАН им. Стефаника, Музеем Замойских (Польша). Сейчас Владимир-Волынский исторический музей размещен в одном из лучших зданий города — памятнике архитектуры начала XX века.

## Адрес
Ул. И. Франко, 6, тел. (03342) 2-19-11 

Директор музея: Владимир Владимирович Стемковский

Музейная экспозиция открыта для осмотра ежедневно с 9.30 до 17.00, кроме субботы и понедельника.

Электронная почта: volodymyrmuseum@gmail.com